# Afàsia de comprensió (verbal)
L'afàsia de comprensió verbal, cofèmia (del grec kophóssord i phéme llenguatge, expressió), també anomenada Sordària verbal, és un tipus d'afàsia sensorial.
El subjecte que la pateix per la capacitat de reconèixer les paraules verbalitzades (dites) en un idioma que li és familiar.
Aquest trastorn es dona en les Afàsies de Wernicke i Global.